# Бранко Његошевић
Бранко Његошевић (Алин Поток, 1885—1949) био је земљорадник, учесник Балканских ратова и Првог светског рата и носилац Карађорђеве звезде са мачевима.
Рођен је 14. јуна 1885. године у Алином Потоку, општина Чајетина, у породици средње имућних земљорадника Недељка и Марије. Отац му је умро пре рата, тако да сва брига о домаћинству, мајци, жени и петоро деце пала на њега. У саставу 3. чете 2. батаљона IV пешадијског пука првог позива учествовао је у свим борбама ослободилачких ратова од 1912. до 1918. године. За ратне заслуге, посебно у време Солунског фронта, од августа до децембра 1916. године, одликован је највећим ратним одликовањем.
После рата се вратио на имање, где је умро 1949. године.